# James Dyson

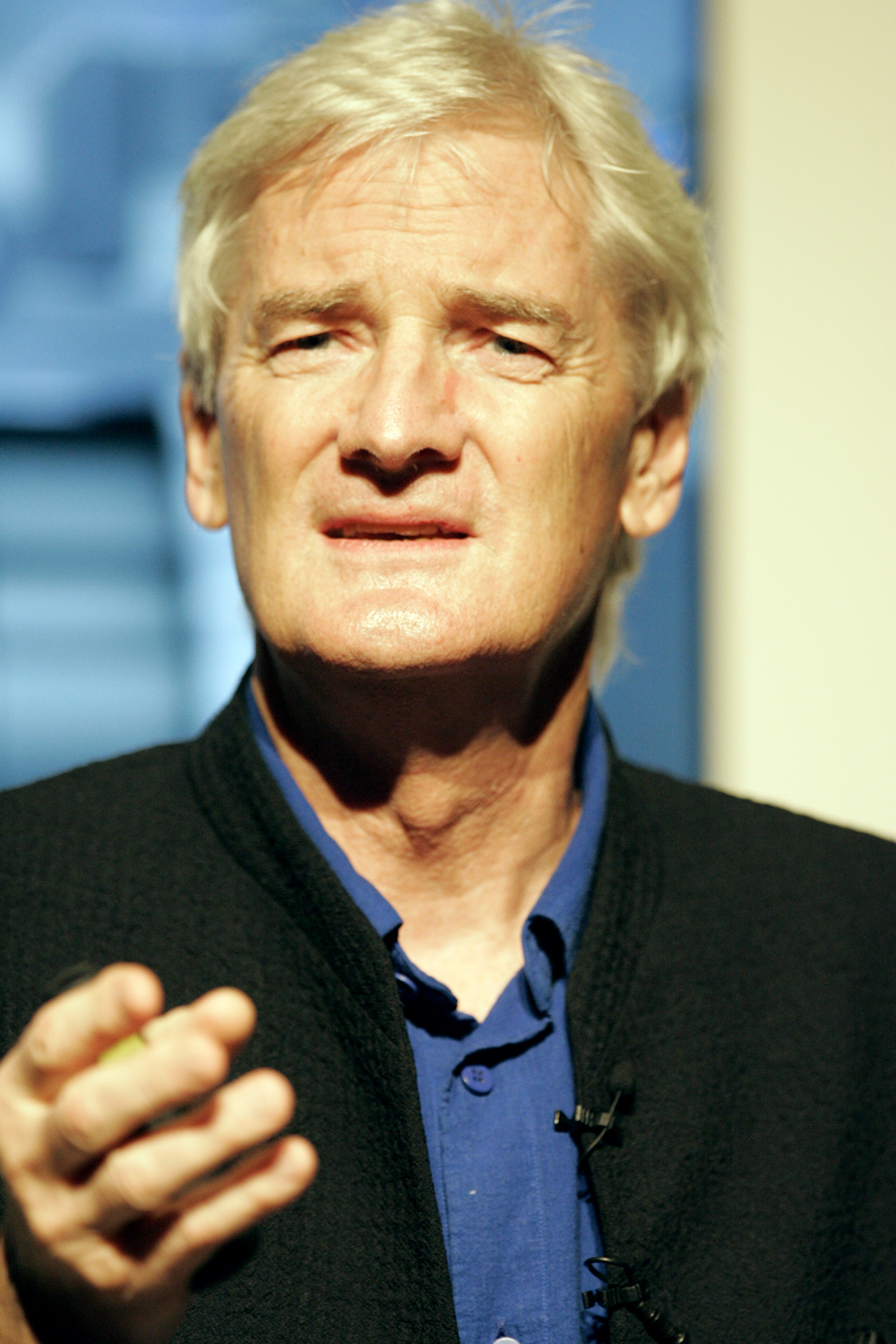
James Dyson (2013)

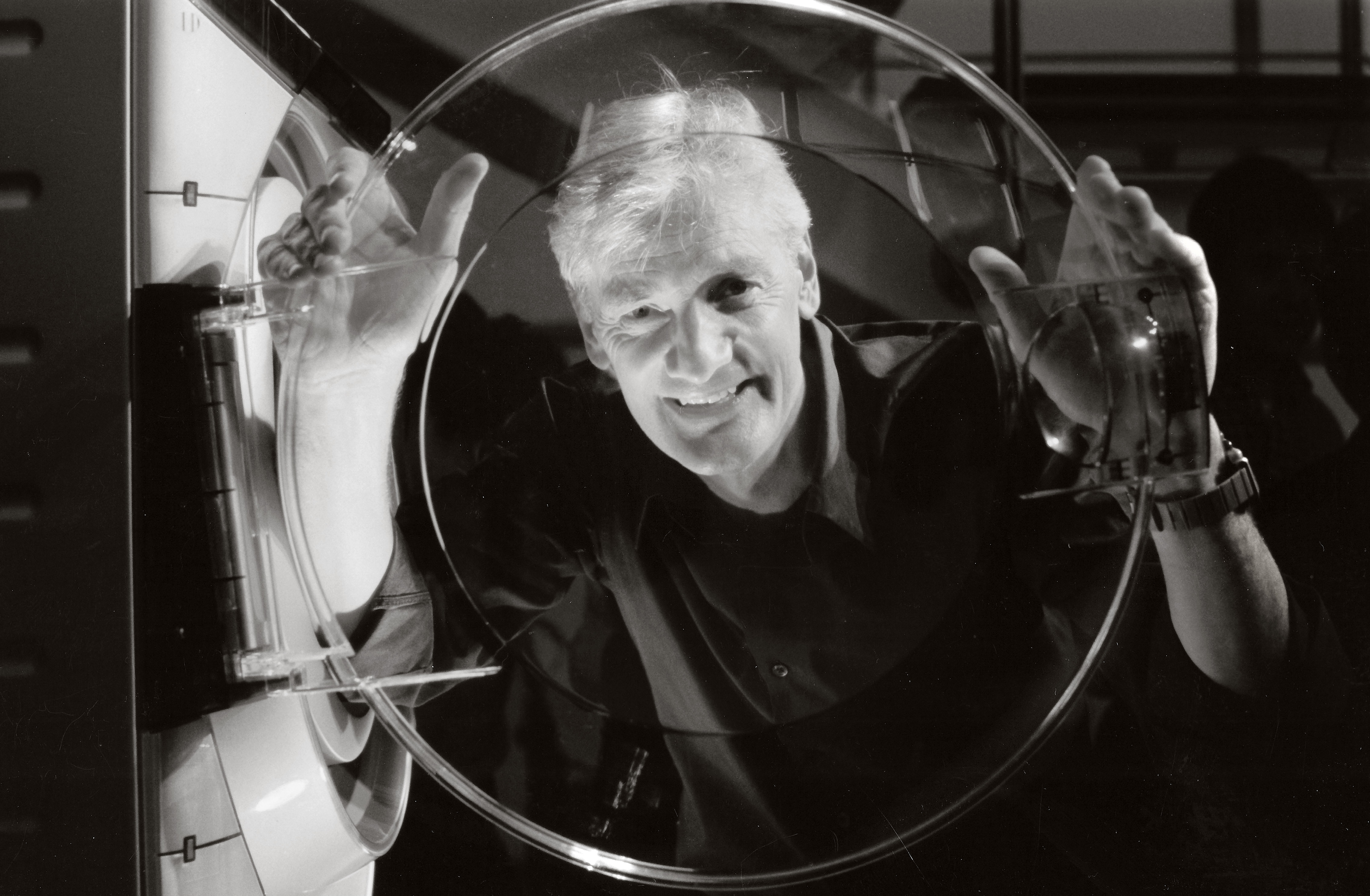
James Dyson (2000)

Sir James Dyson OM CBE (* 2. Mai 1947 in Cromer) ist ein britischer Designer, Erfinder und Unternehmer. Er wurde durch den nach ihm benannten beutellosen Staubsauger bekannt. Dyson ist Gründer des Unternehmens Dyson. Das Forbes Magazine zählt ihn als Self-Made-Milliardär zu den 1000 reichsten Menschen.

## Leben
Dyson wurde 1947 in Norfolk als Sohn eines Altphilologen und Enkel eines Schuldirektors geboren.  Er besuchte die Gresham’s School in Norfolk und studierte von 1966 bis 1970 am Royal College of Art Möbeldesign und Innenarchitektur, ehe er sich der Ingenieurwissenschaft zuwandte.
Er ist seit 1968 mit der Kunstlehrerin Deirdre Hindmarsh verheiratet. Dieser Ehe entstammen die Kinder Emily, Jacob und Sam.
Dyson gilt als einer der prominentesten Befürworter des Brexits: Ende 2018 forderte er den Abbruch der Verhandlungen und einen ungeregelten Austritt aus der EU. Kurz danach geriet er in die Kritik, als die Dyson Ltd im Januar 2019 ankündigte, ihre Konzernzentrale nach Singapur zu verlegen. Im April 2021 wurde bekannt, dass Dyson seinen Wohnsitz wieder nach Großbritannien verlegen werde.

## Ehrungen und Auszeichnungen
- 1997: Prince Phillip Designers Prize
- 2000: Würde eines Ehrendoktors der University of Bath
- 2005: Fellow der Royal Academy of Engineering
- 2007: Erhebung in den Rang eines Knight Bachelor während der 2007 New Year’s Honours
- 2011: Provost des Royal College of Art
- 2015: Mitglied der Royal Society und Verleihung des Order of Merit[8]
- 2019: Mitglied der National Academy of Engineering

## Frühe Erfindungen
Dysons erstes Produkt war das Boot Sea truck, das er 1970 auf den Markt brachte. Es folgte eine Schubkarre, die einen Ball statt eines Rades hat, was das Schieben vereinfachen soll (Ballbarrow). Danach entstanden der Trolleyball – eine Bootskarre – und das Wheelboat, ein Fahrzeug, das zu Lande und zu Wasser Geschwindigkeiten von bis zu 64 km/h erreicht.

## Staubsauger

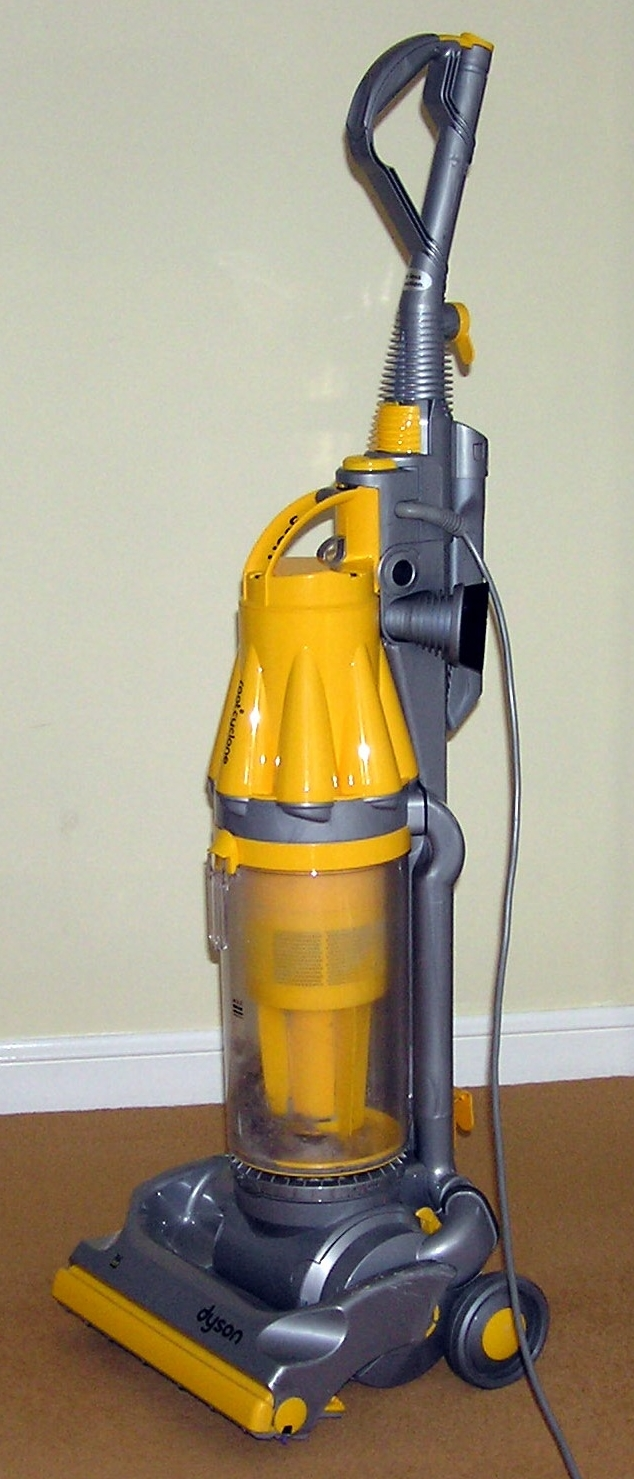
Dyson DC07, ein älteres Modell des Dyson-Staubsaugers

Da bei herkömmlichen Staubsaugern die Saugleistung mit zunehmendem Füllstand des Staubbeutels abnimmt, konstruierte Dyson Mitte der 1980er Jahre einen Staubsauger ohne Beutel, der nach dem Prinzip des Fliehkraftabscheiders arbeitet. Das Modell G force wurde im Jahre 1990 vorgestellt und umgehend von einer japanischen Firma lizenziert, die es zu einem Preis von 2000 US-Dollar je Gerät verkaufte. Dyson gründete mit den Lizenzeinnahmen eine eigene Firma mit Entwicklungsabteilung in Malmesbury (Wiltshire) und brachte verbesserte Nachfolgemodelle auf den Markt.
Im Jahr 1993 brachte Dyson sein erstes eigenes Modell, den Dyson DC01, auf den Markt. Die Entwicklung hatte bis zu diesem Zeitpunkt nach eigener Darstellung mehr als 15 Jahre gedauert und mehr als 5100 Versuchsmodelle hervorgebracht. Dies entspräche ca. einem neuen Versuchsmodell pro Tag.
Seine Idee wurde anfangs von anderen Staubsaugerherstellern abgelehnt, inzwischen haben aber auch andere Hersteller beutellose Staubsauger entwickelt. 2005 war Dyson in den Vereinigten Staaten mit einem Marktanteil von über 20 % Marktführer vor Hoover.
Dyson verklagte Hoover auf Patentverletzung und bekam vier Millionen Pfund Schadenersatz zugesprochen.

## Weitere Erfindungen und Projekte
Ein weiteres Produkt der Firma Dyson war eine Waschmaschine mit zwei gegenläufig rotierenden Trommeln. Die Produktion wurde wieder eingestellt.
Eine Besonderheit an Dysons Produkten sind die auffälligen Farben und das charakteristische Design. Beispielsweise ist bei den Staubsaugern die zylindrische Abscheidungskammer ein zentrales Design-Element.
Im Jahre 2002 machte Dyson sich daran, die optischen Täuschungen des niederländischen Künstlers M. C. Escher Wirklichkeit werden zu lassen. Der Ingenieur Derek Phillips schuf im Laufe eines Jahres eine Skulptur, in der das Wasser scheinbar über vier im Quadrat angeordnete Rampen nach oben fließt und dann in Wasserfällen hinunter zum Fuß der jeweils nächsten Rampe fällt. Das Werk mit dem Titel Wrong Garden wurde im Frühjahr 2003 auf der Chelsea Flower Show gezeigt. Die Installation basiert darauf, dass mit Luftblasen angereichertes Wasser unter einer durchsichtigen Plexiglasscheibe nach oben zum Wasserfall gepumpt wird, so dass das Wasser auf den Rampen scheinbar nach oben fließt, jedoch als dünner Film über dem Plexiglas nach unten läuft; was man sieht, sind die Luftblasen des nach oben gepumpten Wassers unter dem Plexiglas.

## Autobiographie
- mit Giles Coren: Against All Odds: An Autobiography, 1997, ISBN 0-7528-0981-4.
  - deutsch: Sturm gegen den Stillstand. Hoffmann und Campe, Hamburg 2004, ISBN 3-455-09460-0.
- Invention: A Life, 2021, ISBN 1-4711-9875-8